# Iván Centurión
Osvaldo Iván Centurión (Lomas del mirador, Buenos Aires, Argentina; 5 de agosto de 1988) es un futbolista argentino. Juega como defensor central en la Asociación Deportiva Berazategui de la Primera C.

## Trayectoria

### Platense
Sus inicios se dieron en el San Lorenzo de Almagro, equipo en el cual realizó las inferiores y llegó, incluso, a formar parte del plantel de primera, pero sin alcanzar el debut. De allí, pasó al Platense de la Primera B Nacional. Debutó profesionalmente el 23 de agosto de 2008, en el empate de Platense por 1 gol a 1, contra Aldosivi, en un juego disputado en el Estadio Ciudad de Vicente López.

### Almirante Brown
El 31 de julio de 2009 se anunció su llegada al Almirante Brown, que en aquel entonces disputaba la Primera B. Defendiendo los colores del Aurinegro, Centurión marcó sus primeras dos anotaciones como futbolista profesional durante la temporada 2009-10. Al finalizar dicha temporada, Almirante Brown conquistó el título de la Primera B y se ganó el derecho de ascender a la Primera B Nacional para la siguiente temporada. Continuó teniendo excelentes campañas y alcanzó a disputar más de 170 partidos con el club.De hecho regreso más tarde
hasta llegar a los 200 partidos en el club.

### Cerro
El 15 de febrero de 2016 fue traspasado al Cerro del Campeonato Uruguayo de Fútbol por una suma de €300.000. El 10 de abril de 2016 realizó su debut para el plantel uruguayo, el cual no fue justamente el mejor, ya que recibió doble amonestación al minuto 75 y salió expulsado del juego. El partido finalizó con empate de 0 a 0 contra el Plaza Colonia.

### Puebla
A pesar de haber sido sondeado por Nacional para reemplazar a Diego Polenta, el 14 de diciembre de 2016 se acordó su traspaso al Puebla de la Primera División de México.

## Estadísticas
- Actualizado al 16 de mayo de 2017.

| Club                      | Temporada | Liga  | Liga  | Copa Nacional | Copa Nacional | Copa Internacional | Copa Internacional | Total | Total |
| Club                      | Temporada | Part. | Goles | Part.         | Goles         | Part.              | Goles              | Part. | Goles |
| ------------------------- | --------- | ----- | ----- | ------------- | ------------- | ------------------ | ------------------ | ----- | ----- |
| Platense Argentina        | 2008/09   | 5     | 0     | 0             | 0             | -                  | -                  | 5     | 0     |
| Platense Argentina        | Total     | 5     | 0     | 0             | 0             | 0                  | 0                  | 5     | 0     |
| Almirante Brown Argentina | 2009/10   | 31    | 2     | -             | -             | -                  | -                  | 31    | 2     |
| Almirante Brown Argentina | 2010/11   | 28    | 0     | -             | -             | -                  | -                  | 28    | 0     |
| Almirante Brown Argentina | 2011/12   | 30    | 0     | 1             | 0             | -                  | -                  | 31    | 0     |
| Almirante Brown Argentina | 2012/13   | 26    | 0     | 1             | 0             | -                  | -                  | 27    | 0     |
| Almirante Brown Argentina | 2013/14   | 13    | 0     | 0             | 0             | -                  | -                  | 13    | 0     |
| Almirante Brown Argentina | 2014      | 11    | 0     | 0             | 0             | -                  | -                  | 11    | 0     |
| Almirante Brown Argentina | 2015      | 31    | 0     | 1             | 0             | -                  | -                  | 32    | 0     |
| Almirante Brown Argentina | Total     | 170   | 2     | 3             | 0             | 0                  | 0                  | 173   | 2     |
| Cerro · Uruguay           | 2015/16   | 7     | 0     | -             | -             | -                  | -                  | 7     | 0     |
| Cerro · Uruguay           | 2016      | 12    | 0     | -             | -             | -                  | -                  | 12    | 0     |
| Cerro · Uruguay           | Total     | 19    | 0     | 0             | 0             | 0                  | 0                  | 19    | 0     |
| Puebla · México           | 2016/17   | 3     | 0     | 3             | 0             | -                  | -                  | 6     | 0     |
| Puebla · México           | Total     | 3     | 0     | 3             | 0             | 0                  | 0                  | 6     | 0     |
| Total                     | Total     | 194   | 2     | 6             | 0             | 0                  | 0                  | 200   | 2     |

## Palmarés

### Campeonatos nacionales
| Título    | Club            | País      | Año  |
| --------- | --------------- | --------- | ---- |
| Primera B | Almirante Brown | Argentina | 2010 |